# ۴۰۴ (فیلم)
«۴۰۴» (انگلیسی: 404 (film)) فیلمی در ژانر تریلر روانشناسانه و درام است که در سال ۲۰۱۱ منتشر شد.